# Jean Kennedy Smith
Jean Kennedy Smith, geboren als Jean Ann Kennedy (Brookline, Massachusetts, 20 februari 1928 – New York, 17 juni 2020), was het achtste kind van de negen kinderen van Joseph P. Kennedy en Rose Fitzgerald Kennedy, en daarmee een jongere zus van de Amerikaanse president John F. Kennedy.

## Leven
Jean was het meest verlegen en meest beschermde kind van de Kennedy’s. Haar moeder zei dat ze zo laat geboren was dat ze niet de triomfen doch enkel de tragedies van de familie kon meemaken. Ze ging naar het Manhattanville College, waar ze bevriend raakte met twee toekomstige schoonzussen, Ethel Skakel die met Robert zou trouwen en Virginia Joan Bennett die met Ted zou trouwen.
Op 19 mei 1956 trouwde ze in een kleine kapel van de Saint Patrick’s Cathedral in New York met Stephen Edward Smith, een zakenman. Hij nam later de financiën van de familie over en werd politiek adviseur en campagneleider voor de gebroeders Kennedy. Zowel Jean als haar man Stephen logeerden in het Ambassador Hotel in Los Angeles toen haar broer senator Robert F. Kennedy in 1968 vermoord werd op de avond dat hij de Democratische voorverkiezingen had gewonnen.
De Smiths hielden zich meer op de achtergrond vergeleken met andere leden van de uitgebreide familie. Begin jaren 60 vestigden ze zich in New York. Jean kreeg twee zonen: Stephen Smith Jr. (1957) en William Kennedy Smith (1960). Ze adopteerde ook twee dochters: Amanda Mary Smith (1967) en Kym Maria (in 1972 geboren in Vietnam).
Stephen Smith sr. overleed op 19 augustus 1990 aan kanker. In 1991 werd William beschuldigd van verkrachting in Florida maar werd vrijgesproken.
Na het overlijden van Ted Kennedy op 25 augustus 2009 was ze het enige nog in leven zijnde kind van Joseph P. Kennedy sr. en Rose Fitzgerald Kennedy. Ze overleed op 17 juni 2020 op 92-jarige leeftijd.

## Ambassadrice voor Ierland
In 1993 wees president Bill Clinton Jean aan als ambassadrice voor de Verenigde Staten in Ierland, de familie was van Ierse afkomst. Smith speelde vijf jaar lang een grote rol in het vredesproces in de regio. In 1998 kreeg ze van de Ierse regering het ereburgerschap. Zij was ook de ontdekker van de Ierse band The Corrs.

## Filantropie
In 1974 richtte Jean Kennedy Smith de Very Special Arts op, een non-profitorganisatie die het artistieke talent voor mentaal en fysiek gehandicapte kinderen promoot. Ze zetelde ook in de raad van bestuur van het John F. Kennedy Center for the Performing Arts.
- Gemeinsame Normdatei: 112412019X
- International Standard Name Identifier: 0000 0000 3162 305X
- Library of Congress Control Number: n92114018
- National Archives and Records Administration: 10575607
- Nationale Bibliotheek van Israël: 987012329502705171
- SNAC: w6ch5rsq
- Virtual International Authority File: 58281162
- WorldCat: E39PBJgHgfJtWypX3BDRmh67pP